# Tanycoryphus ibericus
Tanycoryphus ibericus is een vliesvleugelig insect uit de familie bronswespen (Chalcididae). De wetenschappelijke naam is voor het eerst geldig gepubliceerd in 1996 door Rasplus & Delvare.